# Medinilla mindorensis
Medinilla mindorensis är en tvåhjärtbladig växtart som beskrevs av Elmer Drew Merrill. Medinilla mindorensis ingår i släktet Medinilla och familjen Melastomataceae. Inga underarter finns listade i Catalogue of Life.